# Lorraine Open 1986
Il Lorraine Open 1986 è stato un torneo di tennis giocato sul cemento indoor. Si è giocato a Metz in Francia. È stata l'8ª edizione del torneo, che fa parte del Nabisco Grand Prix 1986. Il torneo si è giocato dal 10 al 16 marzo 1986.

## Campioni

### Singolare maschile
Thierry Tulasne ha battuto in finale  Broderick Dyke con il punteggio di 6–4, 6–3

### Doppio maschile
Wojciech Fibak /  Guy Forget hanno battuto in finale  Francisco González /  Michiel Schapers  2–6, 6–2, 6–4